# Андриенко, Афанасий Афанасьевич
Афанасий Афанасьевич Андриенко (1 мая 1907, Лиховка Верхнеднепровского уезда Екатеринославской губернии, теперь поселок городского типа Лиховка Пятихатского района Днепропетровской области — 1942, пропал без вести на фронте) — советский партийный деятель, 1-й секретарь Алтайского крайкома ВКП(б), 1-й секретарь Бориславского горкома КП(б)У Дрогобычской области. Член Центральной Ревизионной Комиссии ВКП(б) в марте 1939 — феврале 1941 г.

## Биография
Родился в семье крестьянина-бедняка. В 1922 году окончил школу-семилетку в селе Лиховке. В сентябре 1922 — мае 1924 года — ученик электротехнической профессиональной школы в городе Каменском Екатеринославской губернии, окончил два курса. В 1925 году вступил в комсомол.
В мае 1924 — сентябре 1929 года — помощник машиниста, машинист Днепровского металлургического завода имени Дзержинского в городе Каменском.
Член ВКП(б) с октября 1928 года.
В сентябре 1929 — октябре 1931 года — в Красной армии: красноармеец 69-го стрелкового полка 23-й дивизии РККА.
В октябре 1931 — сентябре 1935 года — секретарь цехового партийного отделения, партийный организатор КП(б)У цехе Днепровского металлургического завода имени Дзержинского в городе Каменском Днепропетровской области.
В сентябре 1935 — декабре 1936 года — заведующий отделом политической учёбы Каменского (Днепродзержинского) городского комитета комсомола (ЛКСМУ) Днепропетровской области. В декабре 1936 — августе 1937 года — секретарь заводского партийного комитета КП(б)У Днепродзержинского цементного завода. В августе — ноябре 1937 года — инструктор Днепродзержинского городского комитета КП(б)У.
В ноябре 1937 — апреле 1938 года — редактор газеты «Дзержинец» Днепродзержинского городского комитета КП(б)У.
В апреле 1938 — январе 1939 г. — секретарь Днепродзержинского городского комитета КП(б)В Днепропетровской области. В январе — феврале 1939 г. — ответственный организатор отдела руководящих партийных органов ЦК ВКП(б) в Москве.
В феврале 1939 — октябре 1940 г. — 1-й секретарь Алтайского краевого комитета ВКП(б).
В январе — июне 1941 года — 1-й секретарь Бориславского городского комитета КП(б)У Дрогобычской области.
С 1941 года — в Красной армии на политической работе. Участник Великой Отечественной войны. Пропал без вести на фронте (не позднее декабря 1942 года).

## Семья
Жена — Андриенко Евдокия Игнатьевна.

## Звание
- батальонный комиссар